# Breakdown: In Your House
Breakdown: In Your House è stato un evento prodotto dalla World Wrestling Federation. L'evento si è svolto il 27 settembre 1998 al Copps Coliseum di Hamilton.
Il main event, fu il triple threat match valevole per il WWF Championship tra il campione Steve Austin e gli sfidanti The Undertaker e Kane, che si concluse in una controversia quando The Undertaker e Kane schienarono Austin contemporaneamente. Un altro match predominante della card, fu il triple threat steel cage match tra Ken Shamrock, Mankind e The Rock per determinare il primo sfidante al WWF Championship.

## Storyline
La rivalità principale dell'evento fu tra Steve Austin e Vince McMahon, che non voleva Austin come WWF Champion. All'inizio, McMahon sembrò essersi schierato contro The Undertaker e Kane dopo averli insultati a Raw Is War del 5 settembre (registrato il 31 agosto ma non venne mandato in diretta perché lo US Open coprì USA Network). Nella puntata di Sunday Night Heat del 6 settembre, McMahon si scusò per le sue parole e rivelò che Austin avrebbe difeso il titolo a Breakdown in un triple threat match contro The Undertaker e Kane. Nella puntata di Raw Is War del 14 settembre, McMahon aggiunse la stipulazione che The Undertaker e Kane non avrebbero potuto schienarsi a vicenda. Più tardi quella sera durante il match tra Austin e Ken Shamrock, The Undertaker e Kane interferirono cosa che fecero anche The Rock e Mankind che iniziarono una rissa con The Undertaker e Kane mentre McMahon osservò dalla rampa di ingresso. Austin colpì The Undertaker e Kane con una sedia di acciaio e inseguì McMahon. Nella puntata di Raw Is War del 21 settembre, The Undertaker e Kane sconfissero Austin e Billy Gunn. Dopo il match, Austin colpì The Undertaker e Kane con una sedia.
La rivalità secondaria dell'evento fu tra Ken Shamrock, The Rock e Mankind. Nella puntata di Raw Is War del 21 settembre, Shamrock, Rock e Mankind si affrontarono in un triple threat match per una opportunità titolata al WWF Championship. Durante l'incontro, McMahon, The Undertaker e Kane interferirono e attaccarono tutti e tre per quello che era successo la settimana prima. Il match si concluse in un nulla di fatto ela rivincita venne annunciata per Breakdown. Durante Sunday Night Heat prima dell'evento, fu annunciato che il match si sarebbe svolto all'interno di una gabbia di acciaio.
La rivalità minore dell'evento vide il ritorno di Marlena, con il suo vero nome, Terri Runnels. Nella puntata di Sunday Night Heat del 13 settembre, Dustin Runnels attaccò Val Venis.

## Risultati
| #    | Risultati | Stipulazioni                                                                                         | Durata |
| ---- | --- | --- | ------ |
| Heat | Golga ha sconfitto Mosh | Single match                                                                                         | 02:02  |
| Heat | The Hardy Boyz (Matt e Jeff Hardy) hanno sconfitto Kaientai (Men's Teioh e Funaki)                                            | Tag team match                                                                                       | 03:36  |
| 1    | Owen Hart ha sconfitto Edge                                                                                                   | Single match                                                                                         | 09:16  |
| 2    | Al Snow e Scorpio hanno sconfitto Too Much (Brian Christopher e Scott Taylor)                                                 | Tag team match                                                                                       | 08:03  |
| 3    | Marc Mero (con Jacqueline) ha sconfitto Droz                                                                                  | Single match                                                                                         | 05:12  |
| 4    | Bradshaw ha sconfitto Vader                                                                                                   | Falls Count Anywhere match                                                                           | 07:56  |
| 5    | D'Lo Brown ha sconfitto Gangrel                                                                                               | Single match                                                                                         | 07:46  |
| 6    | The Rock ha sconfitto Ken Shamrock e Mankind                                                                                  | Triple threat steel cage match per determinare il contendente numero uno al WWF Championship         | 18:49  |
| 7    | Val Venis (con Terri Runnels) ha sconfitto Dustin Runnels                                                                     | Single match                                                                                         | 09:09  |
| 8    | D-Generation X (Billy Gunn, Road Dogg e X-Pac) ha sconfitto Jeff Jarrett e Southern Justice (Mark Canterbury e Dennis Knight) | Six-man tag team match                                                                               | 11:17  |
| 9    | The Undertaker e Kane hanno sconfitto Steve Austin                                                                            | Triple threat match per il WWF Championship dove Undertaker e Kane non potevano schienarsi a vicenda | 22:18  |